# Gillis Hafström

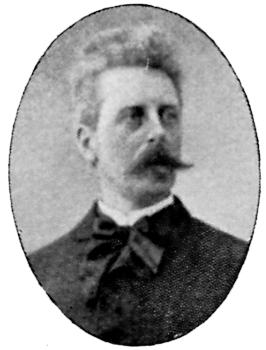
Gillis Hafström

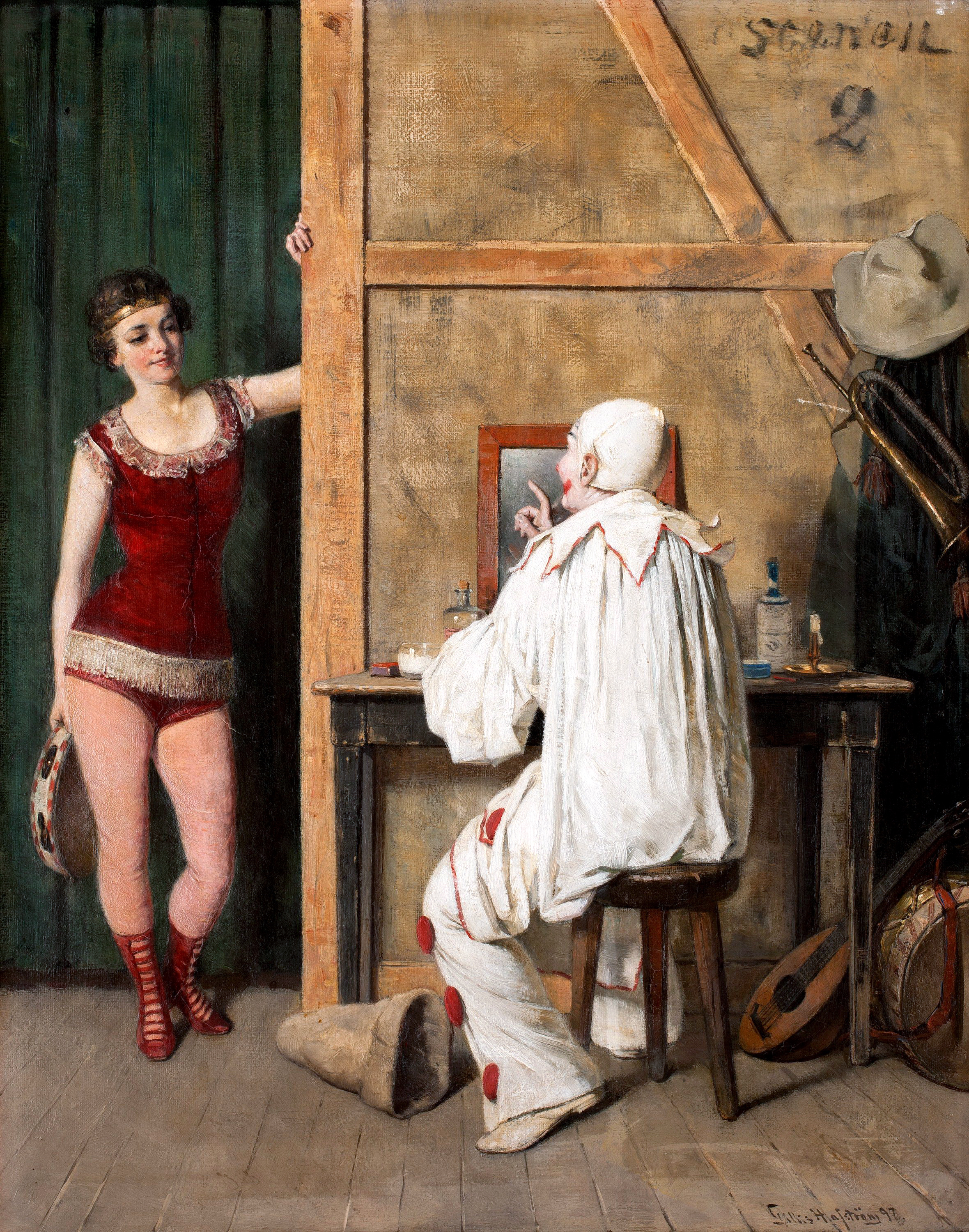
Gillis Hafström: Hinter den Kulissen. 1897

Axel Gillis Hafström (* 3. Januar 1841 in Göteborg; † 18. November 1909 in Stockholm) war ein schwedischer Maler und Zeichner.

## Leben
Gillis Hafström war der Sohn des Quarantänesekretärs Otto Johan Hafström (1803–1891) und dessen Ehefrau Clara, geborene Söderberg (* 1816). Er wuchs mit seinem Bruder Johan August (1844–1913) in Göteborg auf und studierte dort  zunächst an der Technischen Hochschule Chalmers (Chalmerska slöjdskola). Von 1861 bis 1866 studierte er an der Stockholmer Kunstakademie. 1867/68 war er als Zeichenlehrer an der höheren Lehranstalt in Uppsala tätig. Hier lernte er den Botaniker Elias Magnus Fries kennen. 1870 bis 1875 bildete er sich in Düsseldorf weiter, ohne an der dortigen Kunstakademie eingeschrieben zu sein, indem er sich an Werken von Rudolf Jordan und Henry Ritter orientierte. Freundschaft entstand zu dem schwedischen Maker Ferdinand Fagerlin, der mit Ritters Tochter verheiratet war.
Anschließend unternahm Hafström Reisen durch Deutschland und Holland und hielt sich 1877 bis 1878 in Paris auf, wo er u. a. im Kreis der schwedischen Künstler, unter ihnen die Maler Axel Borg (1847–1916), August Hagborg (1852–1921) und Per Ekström (1844–1935) sowie der Bildhauer Ingel Fallstedt (1848–1899), verkehrte und das Restaurieren von Gemälden erlernte. Zurück in Stockholm eröffnete er 1878 mit August Malmström eine Malschule und unterrichtete unter anderem 1880 bis 1883 den königlichen Prinzen Eugen von Schweden vornehmlich in der Aquarellmalerei. 1879 wurde Hafström Mitglied der Kungliga Akademien för de fria konsterna, 1883 bis 1887 war er Sekretär des Stockholmer Kunstvereins, bis 1887 auch dessen Konservator und 1896 dessen Leiter.
Hafström komponierte volkstümliche Figurenszenen im populären Stil der Düsseldorfer Malerschule, beispielsweise aus dem Leben der Schmuggler, Fischer und Seeleute. 1876 entstand sein bekanntestes Gemälde Kontraband, das eine Schmugglerbande beim Verhör auf dem Zollamt zeigt, und das vom Nationalmuseum in Stockholm erworben wurde. Zu seinem Werk gehören aber auch Porträts und Landschaftsbilder, darunter Motive von Landsort, Oxelösund und weitere von der schwedischen Ostküste sowie Ansichten von Stockholm. Er kopierte Werke älterer Meister und lieferte auch Reportageillustrationen, unter anderem für die Wochenzeitung „Ny illustrerad tidning“, zum Beispiel zu einem Mühlenbrand 1878. Dieses und weitere Motive wurden auch für die Dekoration von Sammlertellern verwendet.
Hafström beteiligte sich an zahlreichen Ausstellungen, so an der Freien Kunstausstellung in Stockholm von 1868, 1870, 1873, 1875, 1877 und 1885, den Ausstellungen des Kunstvereins 1891, 1893 und 1901, der Künstler-Retrospektivausstellung 1898 und der Ausstellung in Göteborg 1891. Posthum war er in der Ausstellung „Frankrike genom konstnärsögon“ („Frankreich durch Künstleraugen gesehen“) 1941 in Stockholm vertreten.

## Bildnis
- Anonyme Zeichnung; Abbildung: Svenskt Konstnärs Lexikon. Band 2, 1953, S. 351; Svenskt Biografiskt Index Bd. 17, 1969, S. 714.

## Werke (Auswahl)
- Schärenidylle in Blidö¸ im Vordergrund Wäsche waschende Frau (Skärgårdsidyll, Blidö, i förgrunden tvättande kvinna), 1862
- Kvinde vasker toj ved strandbreden, 1862
- Raddampfer bei der Festung Fredriksten – Svinesund (Hjulångaren Halden vid Fredrikstens fästning – Svinesund), 1864
- Kirchenbesuch (Kyrkobesoket), 1864
- Kinder beim Schneemannbauen (Lekande barn i snö), 1866
- Mädchen im Birkenwald (Flicka går genom björkdunge), 1868
- Kinder mit Rodelschlitten (Barn som åker kälke), 1868: Stockholm, Nationalmuseum
- Waldlandschaft mit Wassermühle und Junge mit Reisigbünde – Mondscheinl (Skogslandskap med waderkvarn samt gosse med risknippe – måndsken), 1869
- Waldlandschaft mit Wasserfall und Holzfloß – Gewitterstimmung (Skogslandskap med fors och timmerflottare – oväderstamning), 1870
- Haus und Garten – sommerliches Motiv (Sommarmotiv med hus och trädgård), 1870
- Hofinterieur mir Figuren (Gårdsinteriör med figurer), 1870: Stockholm, Nationalmuseum
- En passant, junger Offizier plaudert mit einem attraktiven Mädchen, 1870: Stockholm, Nationalmuseum
- Clown und Cupido, 1872
- Blumenbindendes Mädchen und schnitzender Junge (Blomsterbindande flicka och täljande pojke), 1874
- Mädchen mit Vogel im Wald (Flicka med fågel), Düsseldorf 1874
- Schmugglerbande auf dem Zollamt (Kontraband), Düsseldorf 1876: Stockholm, Nationalmuseum; Abbildung: Lexikon der Düsseldorfer Malerschule, Bd. 2
- Im Wald von Fontainebleau (Fontainebleauskogen), Paris 1877
- Die Begegnung (Mötet), 1880: Stockholm, Nationalmuseum
- Fischermädchen und Harmonikaspielender junger Mann (Friarlåt – Fiskarflicka och dragspelande pojke), 1880
- Der Notschuss (Nödskottet); Motiv von der Lotsenstation in Landsort, 1883
- Motiv von Djurgården (2 Bilder), 1885
- Klippen an der Küste; Sommerbild aus Bohuslän (Klippigt kustlandskap med figurer – Sommarbild från Bohuslän), 1888
- Bursche in den Klippen bei Landsort (Landsorts Fyr), 1891
- Im Atelier (I ateljén), 1894
- Hinter den Kulissen (I kulisserna), 1897
- Odengatan in Stockholm mit dem Observatorium auf der Anhöhe (Odengatan i Stockholm med Observatoriet på höjden), 1898
- Der Reeder (Skeppsklareraren): Stockholm, Nationalmuseum
- Beim Schiffsmakler (Hos skeppsfurneraren): Stockholm, Nationalmuseum